# Medaille zum 40. Jahrestag der Revolution und der sozialen und nationalen, antifaschistischen und antiimperialistischen Befreiung
Die Medaille zum 40. Jahrestag der Revolution und der sozialen und nationalen, antifaschistischen und antiimperialistischen Befreiung (rumänisch Medalia „A 40-a aniversare a revoluției de eliberare socială și națională, antifascistă și antiimperialistă“) war eine staatliche Auszeichnung der Sozialistischen Republik Rumänien. Die Stiftung erfolgte 1984 in einer Klasse. Sie wurde an Personen verliehen, die sich „um den Aufbau des Sozialismus und die Befreiung Rumäniens vom Faschismus verdient gemacht hatten“.

## Aussehen und Trageweise
Das Avers der vergoldeten Medaille zeigt einen Arbeiter mit einem hochgestreckten rechten Arm, in dessen Hand er einen Lorbeerzweig hält. Hinter der Person befinden sich Industrie- und Landwirtschaftssymbole und in der linken oberen Medaillenhälfte ist die Aufschrift 23 / August zu lesen. Das Revers der Medaille zeigt vor einem Strahlenhintergrund in der oberen Medaillenhälfte die Umrisse Rumäniens mit den Daten 1944 / 1984. Die untere Medaillenhälfte wird von zwei gebundenen Lorbeerzweigen und der römischen Ziffer XXXX bestimmt.
Getragen wurde die Medaille an der linken Brustseite des Beliehenen an einer goldenen fünfeckigen Metallspange mit Lorbeergebinde und farbig aufgelegter Nationalflagge.

## Historischer Hintergrund
siehe unter: Königlicher Staatsstreich in Rumänien 1944
Am 23. August 1944 fand ein Staatsstreich unter Führung des rumänischen Königs Michael I. im Königreich Rumänien statt. Das Ergebnis war die Beendigung der Militärdiktatur von Marschall Ion Antonescu und des Militärbündnisses mit dem Deutschen Reich, dessen Niederlage im Zweiten Weltkrieg sich abzeichnete.
In der Folge nahm Rumänien an der Seite der Alliierten am Krieg teil. Innenpolitisch ermöglichte der Staatsstreich kurzfristig eine Demokratisierung, bereitete letztlich aber der Eingliederung des Landes in den sowjetischen Machtbereich den Weg.
Die Geschichtsschreibung des bis 1989 kommunistisch geführten Rumäniens und die des Ostblocks bezeichnete den Staatsstreich als „antifaschistischen Aufstand“ des rumänischen Volkes, zu dem der König nur insofern beigetragen habe, als dass er sich an dessen Spitze gestellt hatte.